# Žan Tabak
Žan Tabak (* 15. Juni 1970 in Split, Kroatien) ist ein ehemaliger kroatischer Basketballspieler und derzeitiger -trainer.

## Laufbahn

### Spieler
Tabak entsprang der Nachwuchsabteilung von KK Split. Von 1987 bis 1992 gehörte der 2,13 Meter messende Innenspieler der Herrenmannschaft des Vereins an, in den Jahren 1988, 1989, 1990, 1991 wurde er mit ihr jugoslawischer Meister sowie 1990 und 1991 jugoslawischer Pokalsieger. Auf europäischer Ebene gewann er mit der Mannschaft, die damals wegen einer Sponsorenvereinbarung den Namen KK Jugoplastica Split trug, 1989 unter Trainer Božidar Maljković den Europapokal der Landesmeister. Tabak erhielt im Endspiel mit acht Minuten Einsatzzeit aber nur eine Nebenrolle. 1990 wurde der Europapokaltriumph wiederholt, Tabak war weiterhin Ergänzungsspieler, im Endspiel gegen den FC Barcelona stand er eine Minute auf dem Feld. 1991 gewann er mit Split (mittlerweile KK Pop 84 Split genannt und von Trainer Željko Pavličević betreut) zum dritten Mal den wichtigsten Europapokalwettbewerb, Tabak erzielte im Endspiel gegen Barcelona bei neun Minuten Einsatzzeit zwei Punkte.
Die NBA-Mannschaft Houston Rockets sicherte sich 1991 die Rechte an dem Kroaten, als sie diesen beim Draftverfahren in der zweiten Auswahlrunde an insgesamt 51. Stelle aufrufen ließen. Tabak gewann mit den Texanern in der Saison 1994/95 den NBA-Meistertitel, stand auf seiner Position aber im Schatten von Hakeem Olajuwon und spielte wenig. Nach seinem Wechsel zu den Toronto Raptors 1995 erhöhte sich seine Einsatzzeit deutlich. Mit 7,7 Punkten und 4,8 Rebounds pro Spiel erzielte er 1995/96 die besten statistischen Werte seiner NBA-Zeit. Im Laufe der Saison 1997/98 wurde er von Toronto an die Boston Celtics abgegeben. 1998/99 spielte Tabak bei Fenerbahce Istanbul in der Türkei und ging dann nach Nordamerika zurück. Von 1999 bis 2001 gehörte er zum Aufgebot der Indiana Pacers, blieb aber Ergänzungsspieler. In der Saison 1999/2000 zog er mit Indiana in die Finalserie der NBA ein, dort unterlag man den Los Angeles Lakers.
In der Saison 2001/02 stand Tabak bei Real Madrid und von 2002 bis 2004 bei Joventut de Badalona unter Vertrag. 2004/05 verstärkte er Unicaja Málaga und gewann mit der Mannschaft den spanischen Pokal.

#### Nationalmannschaft
Mit Jugoslawiens Kadettennationalmannschaft wurde er 1987 Europameister, 1988 dann U18-Europameister.
Bei den Olympischen Sommerspielen 1992 gewann er mit Kroatien die Silber- und bei der Europameisterschaft 1993 die Bronzemedaille. Tabak nahm ebenfalls an der Europameisterschaftsendrunde 2001 sowie den Olympischen Sommerspielen 1996 teil. Bei den Spielen in Atlanta war der Innenspieler mit 14 Punkten je Begegnung drittbester Korbschütze der Kroaten.

## Trainer
Nach seinem Rücktritt als Spieler war er zwei Jahre als Spielersichter für die New York Knicks tätig und schlug anschließend eine Trainerlaufbahn ein. Von 2006 bis 2009 war er Assistenztrainer bei Real Madrid und trug in diesem Amt 2007 jeweils zum Gewinn des spanischen Meistertitels und des europäischen Vereinswettbewerbs ULEB Cup bei. Von 2009 bis 2011 gehörte er als Co-Trainer zum Stab eines weiteren spanischen Erstligisten, CDB Sevilla. Wie in Madrid arbeitete er dort mit Cheftrainer Joan Plaza zusammen. Im Sommer 2011 trat Tabak das Cheftraineramt beim spanischen Zweitligisten Club Basquet Sant Josep Girona an. Überschattet wurde sein erstes Jahr als Cheftrainer von den wirtschaftlichen Schwierigkeiten des Vereins.
Tabak nahm im Juli 2012 das Angebot an, Cheftrainer des polnischen Erstligisten Trefl Sopot zu werden. Er verließ die polnische Mannschaft im November 2012, um zum spanischen Erstligisten Caja Laboral zu wechseln. Mit Caja Laboral nahm Tabak auch an der Euroleague teil. Nach dem Ende der Saison 2012/13 endete die Zusammenarbeit. Caja Laboral hatte unter Tabaks Leitung zwischenzeitlich 17 Spiele in Folge gewonnen, war aber im Viertelfinale der spanischen Liga ausgeschieden.
In der Saison 2014/15 arbeitete er wieder als Co-Trainer bei Real Madrid und gewann als Assistent von Pablo Laso mit der Mannschaft die Euroleague. Im Juli 2015 wurde er als Cheftrainer des spanischen Erstligisten Baloncesto Fuenlabrada vorgestellt. Er führte die Mannschaft in der Liga ACB zu drei Siegen und drei Niederlagen, im November 2015 wechselte er zu Maccabi Tel-Aviv, das mit einem Sieg und vier Niederlagen einen schlechten Auftakt in die Euroleague-Saison verzeichnet hatte. Maccabi zahlte für Tabak eine Ablösesumme in Höhe von 100 000 Euro. Er arbeitete bis zum Saisonende 2015/16 als Cheftrainer in Tel Aviv.
Im Sommer 2016 ging er nach Sevilla zurück und übernahm die Cheftrainerstelle. Im April 2017 wurde er dort aus sportlichen Gründen entlassen. Im Vorfeld der Saison 2019/20 trat er das Cheftraineramt beim polnischen Verein Stelmet Zielona Góra an, sein Amt als slowakischer Nationaltrainer, welches er im Februar 2019 übernommen hatte, behielt er. Mit Stelmet Zielona Góra stand Tabak mit 19 Siegen und drei Niederlagen an der Spitze der polnischen Liga, als der Spielbetrieb im März 2020 wegen der Ausbreitung von Covid-19 eingestellt wurde und seiner Mannschaft der polnische Meistertitel zuerkannt wurde. Vom Fachportal eurobasket.com wurde Tabak daraufhin als Trainer des Jahres der polnischen Liga ausgezeichnet. Seine Frau erkrankte im Frühjahr 2020 schwer an Covid-19, überlebte aber.
Von Juni 2021 bis November 2021 war Tabak Trainer des spanischen Erstligisten Hereda San Pablo Burgos. Im Mai 2022 trat er beim polnischen Erstligisten Trefl Sopot das Amt des Cheftrainers an.